# Duckow
Duckow is een plaats en voormalige gemeente in de Duitse deelstaat Mecklenburg-Voor-Pommeren, en maakt deel uit van het Landkreis Mecklenburgische Seenplatte.
Duckow telt  278 inwoners.
Op 1 januari 2019 werd de gemeente opgeheven en werd Duckow opgenomen in de gemeente Malchin.

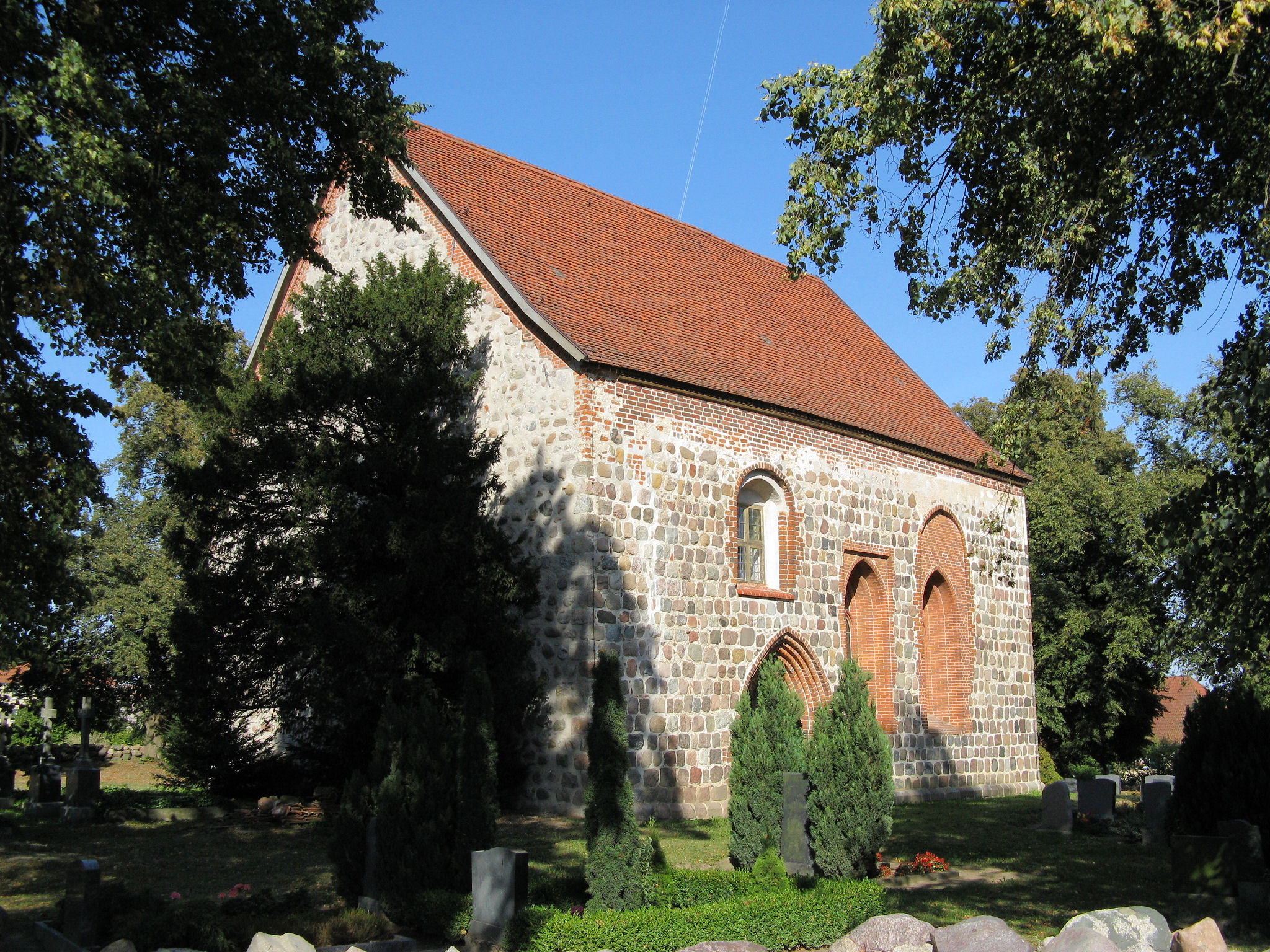
Kerk in Duckow